# Santa Maria della Vittoria (Róma)
A Santa Maria della Vittoria (magyarul körülbelül Győzedelmes Miasszonyunk-templom) barokk stílusú katolikus címtemplom Rómában, a Quirinalis dombon. Fő nevezetessége Giovanni Lorenzo Bernini: Ávilai Szent Teréz elragadtatása szoborcsoportja, ami a Cornaro-kápolnában. Közelében van a Fontana dell’Acqua Felice díszkút.

## Története
Építését 1605-ben kezdte el Carlo Maderna, VI. Pál pápa unokaöccse, Scipione Borghese bíboros építésze. Ekkor még csak Pál apostol tiszteletére emeltek volna itt kápolnát, de az 1620-as fehérhegyi csatában aratott nagy császári (katolikus) győzelem után Szűz Máriának szentelték. A méltóságteljes barokk homlokzatot Giovanni Battista Soria, az asztalosból lett építész alkotta. A templomban helyeztek el néhány, Bécs 1683-as ostroma idején zsákmányolt török zászlót is, ezzel is erősítve a győzelem tematikáját. 

### ASzent Teréz eksztázisaszoborcsoport

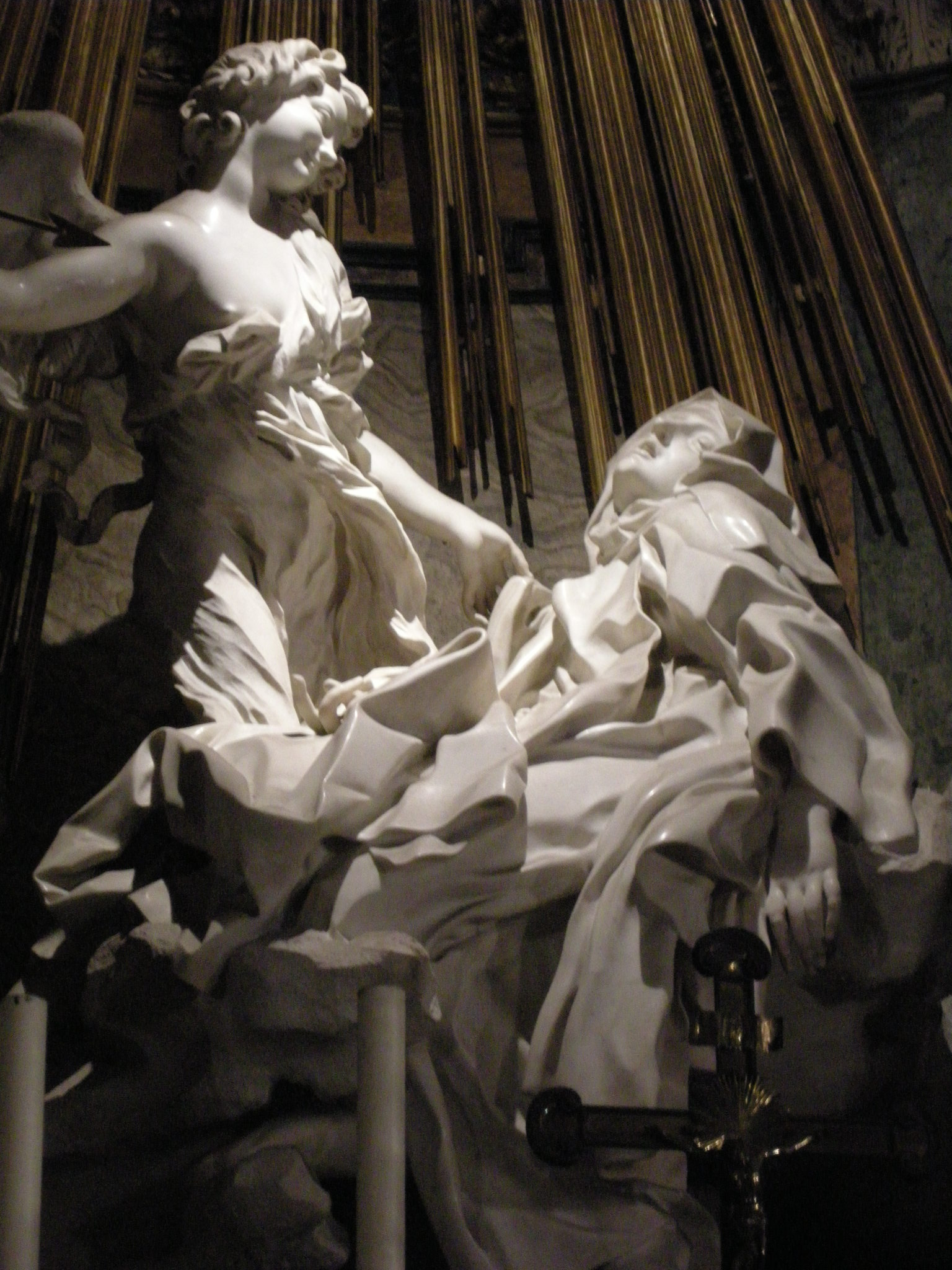

A templom számos elsőrendű műalkotása közül is messze kiemelkedik Bernini Nagy Szent Terézt és a szeráfot ábrázoló szoborcsoportja. A barokk kor egyik legszebb kompozíciója, bár már megalkotása idején a túlságosan érzékinek tartott ábrázolásmód bírálatokat váltott ki.

#### Belső díszítései

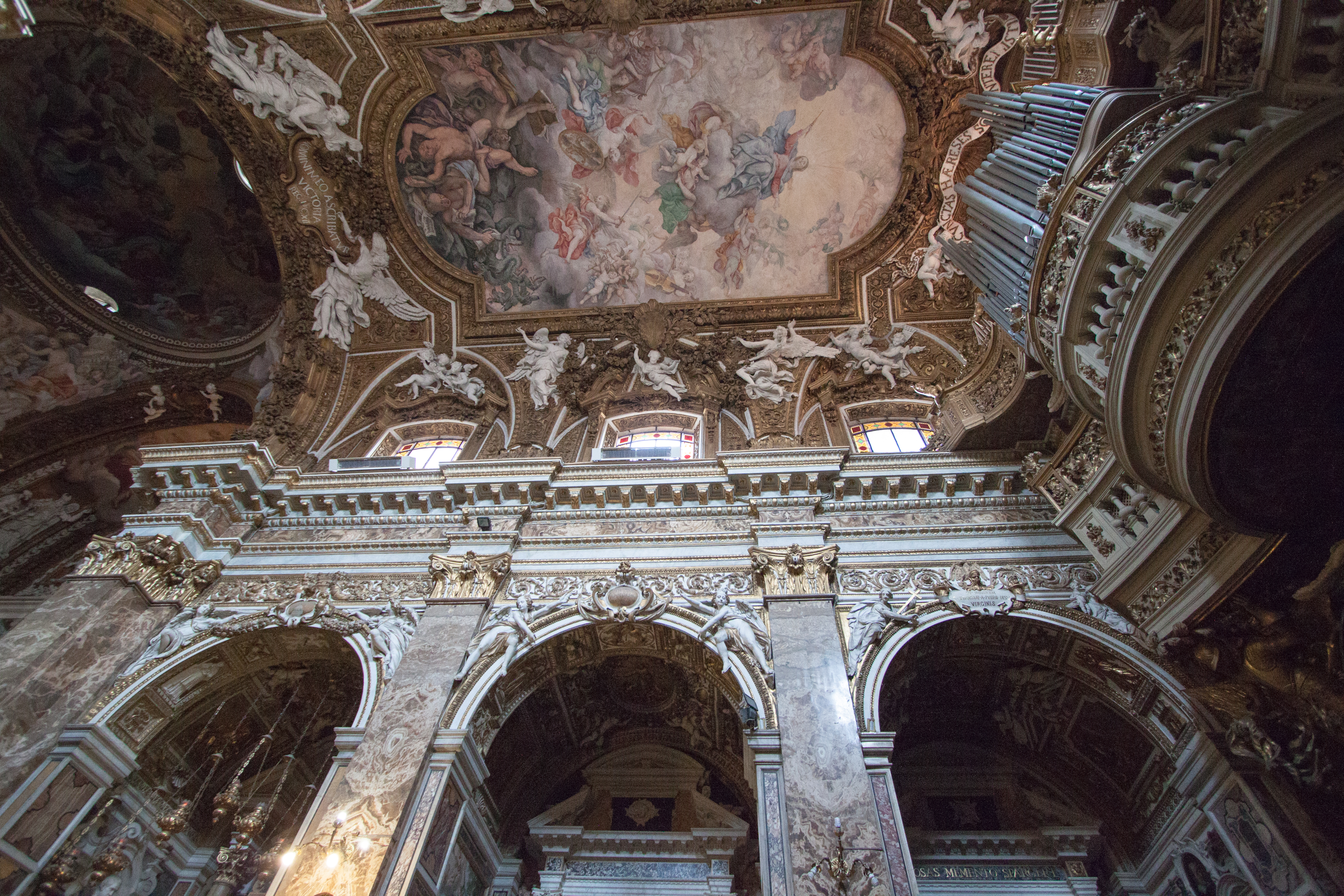
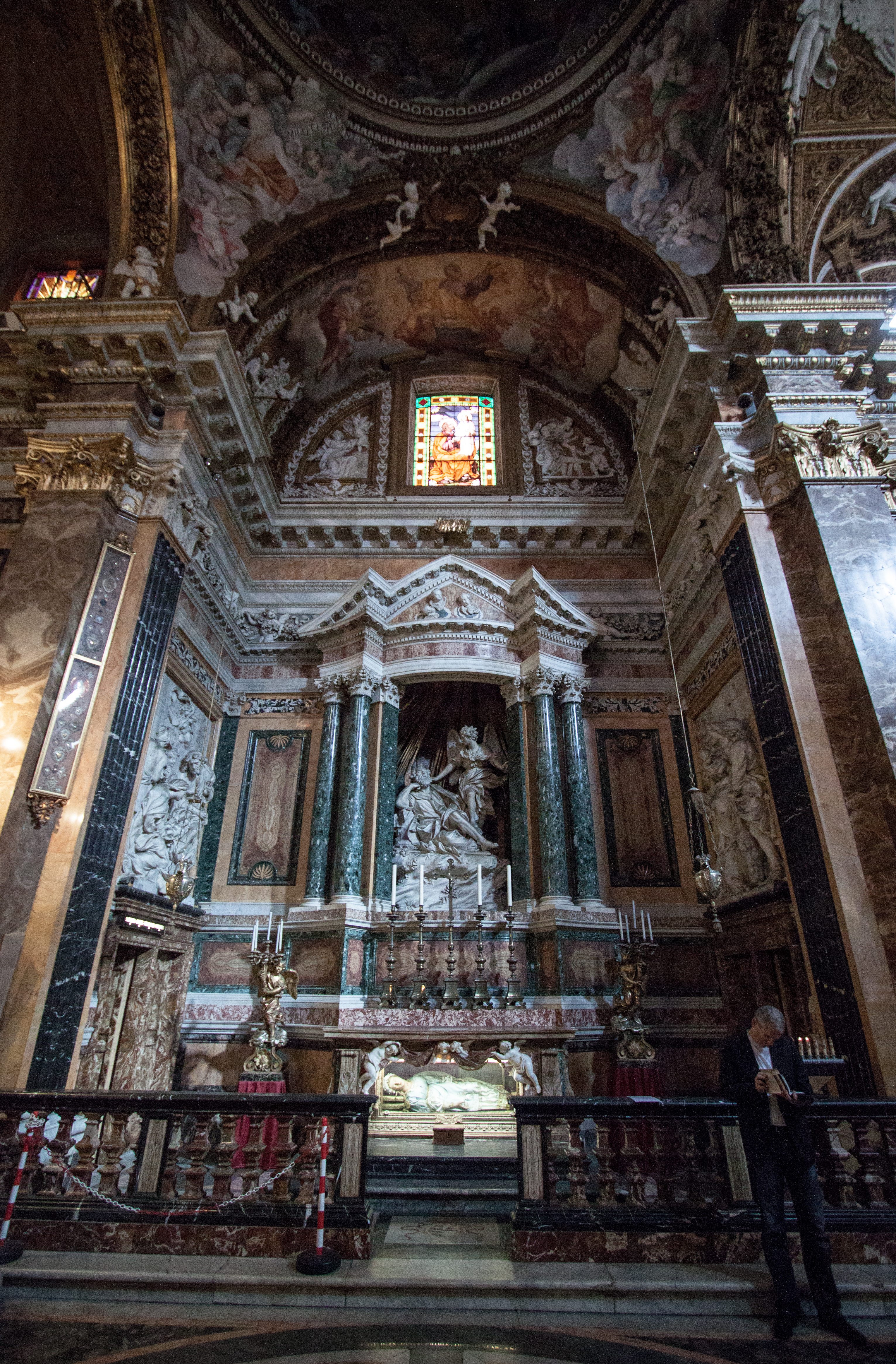
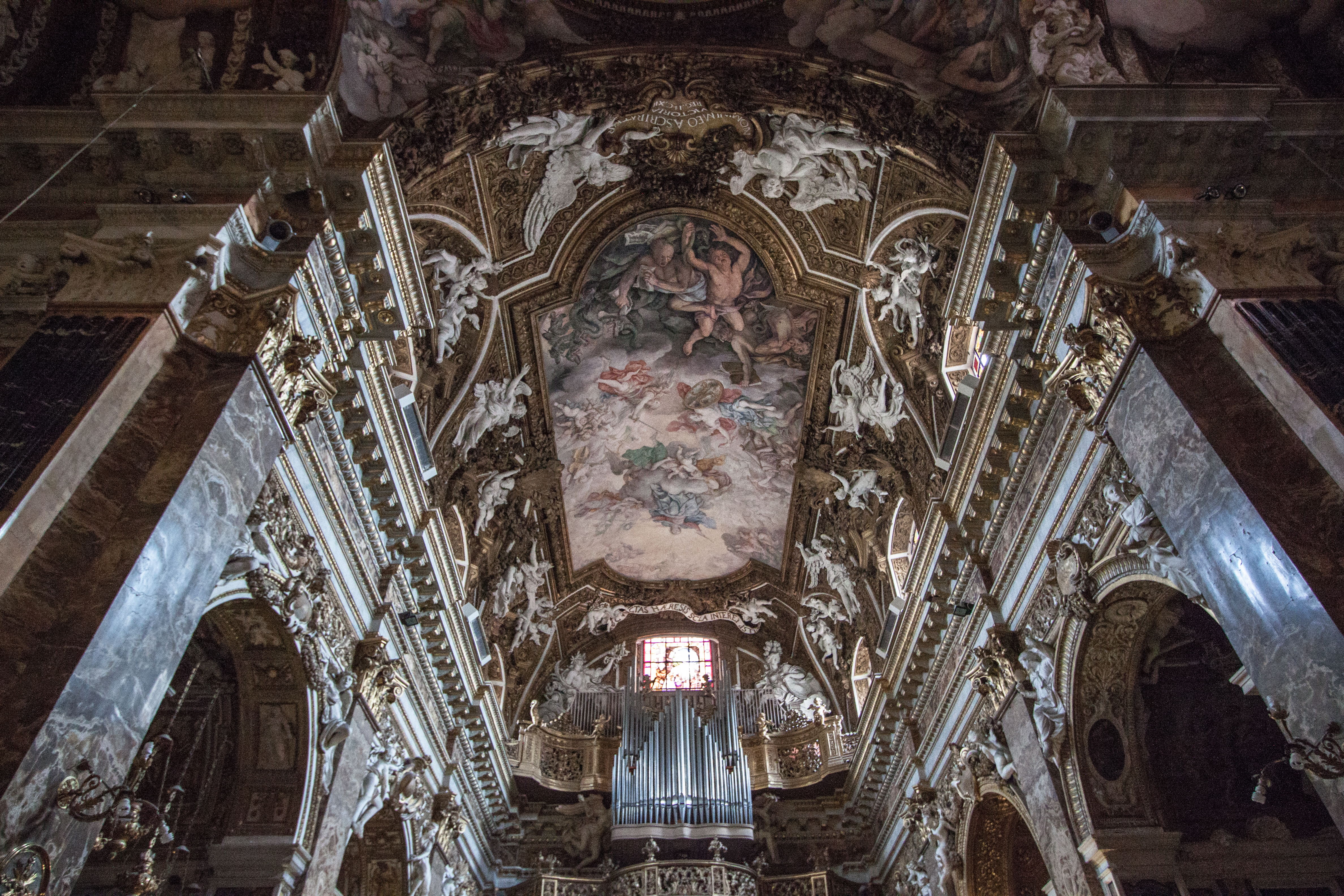

## A címtemplom bíboros-protektorai
A templom jelenlegi protektora Seán Patrick O’Malley, O.F.M.Cap. 2006. március 24-én történt bíborossá reálása óta. A korábbi bíborosok:
- Michelangelo Luchi, O.S.B. † (1801. szeptember 28. kinevezés – 1802. szeptember 29. elhunyt)
- Joseph Fesch † (1803. január 17-én kinevezve – 1839. május 13-án meghalt)
- Ferdinando Maria Pignatelli C.R. † (1839. július 11-én kinevezve – 1853. május 10-én meghalt)
- Adriano Fieschi † (1853. december 19-én kinevezve – 1858. február 6-án meghalt)
- Joseph Othmar von Rauscher † (1858. december 23. kinevezés – 1875. november 24. meghalt)
- Godefroy Brossais Saint-Marc † (1876. április 3. kinevezés – 1878. február 26. meghalt)
- Louis-Édouard-François-Désiré Pie † (1879. szeptember 22. kinevezés – 1880. május 18. meghalt)
- Lodovico Jacobini † (1880. december 16-án kinevezve – 1887. február 27-én meghalt)
- Elzéar-Alexandre Taschereau † (1887. március 17. kinevezés – 1898. április 12. meghalt)
- Giovanni Battista Casali del Drago † (1899. június 22-én kinevezve – 1908. március 17-én meghalt)
- François-Marie-Anatole de Rovérié de Cabrières † (1911. november 30. kinevezés – 1921. december 21. meghalt)
- Alexis-Armand Charost † (1922. december 14. kinevezés – 1930. november 7. meghalt)
- Angelo Maria Dolci † (kinevezése 1933. március 16. – 1936. június 15. kinevezve, Palestrina bíboros-püspöke)
- Federico Tedeschini † (1935. december 16. – kinevezés: 1951. április 28., Frascati bíboros-püspöke)
- Giuseppe Siri † (1953. január 12. kinevezés – 1989. május 2. meghalt)
- Giuseppe (Joseph) Caprio † (1990. november 26. kinevezés – 2005. október 15. meghalt)[2][3]